# Uhm Ji-won
Uhm Ji-won (* 25. Dezember 1977 in Daegu, Südkorea) ist eine südkoreanische Schauspielerin.

## Leben
Im Mai 2014 heiratete Uhm den Architekten Oh Young-wook.

## Filmografie

### Filme
- 1999: Hero Vectorman: Counterattack of the Evil Empire (지구용사 벡터맨 Jiguyongsa Vectorman)
- 2000: Fear No Evil (찍히면 죽는다 Jjikimyeon Jungneunda)
- 2002: Over the Rainbow (오버 더 레인보우)
- 2003: Mutt Boy (똥개)
- 2004: The Scarlet Letter (주홍글씨 Juhong Geulssi)
- 2005: Eine Kinogeschichte (극장전 Geukjang-jeon)
- 2006: Running Wild (야수 Yasu)
- 2006: Traces of Love (가을로 Gaeullo)
- 2007: Epitaph (기담 Gidam)
- 2007: Scout (스카우트)
- 2008: The Good, the Bad, the Weird (좋은 놈, 나쁜 놈, 이상한 놈, Cameo-Auftritt)
- 2009: Private Eye (그림자 살인 Geurimja Sarin)
- 2009: Like You Know It All (잘 알지도 못하면서 Jal Aljido Mothamyeonseo)
- 2010: Romantic Debtors (불량남녀 Bullyang Nam Nyeo)
- 2010: Foxy Festival (페스티발 Festival)
- 2013: Baksugeondal (박수건달)
- 2013: Hope (소원 Sowon)
- 2015: The Silenced (경성학교: 사라진 소녀들)
- 2015: The Phone (더 폰)
- 2016:	Missing Child (미씽: 사라진 아이)

### Fernsehserien
- 1998: Gongpo-ui Nundongja (공포의 눈동자, SBS)
- 1998: Ani Beolsseo (아니 벌써, MBC)
- 1999: Vectorman: Warriors of the Earth 2 (지구용사 벡터맨 2기, KBS2)
- 2000: Se Chingu (세 친구, MBC)
- 2002: Hwanggeummaja (황금마차, MBC)
- 2004: Pokpung Sok-euro (폭풍 속으로, SBS)
- 2004: Magic (매직, SBS)
- 2008: On Air (온에어, SBS)
- 2010: Ajikdo Gyeolhonhago Sipeun Yeoja (아직도 결혼하고 싶은 여자, MBC)
- 2011: Sign (싸인, SBS)
- 2012: Sarangdo Don-i Doenayo (사랑도 돈이 되나요, MBN)
- 2012: Mujasik Sangpalja (무자식 상팔자, JTBC)
- 2013: Se Bon Gyeolhonhaneun Yeoja (세 번 결혼하는 여자, SBS)
- 2020: The Cursed (방법, tvN)
- 2025: Dear Hongrang (탄금, tvN)

## Auszeichnungen
2007
- Chunsa Film Art Award: Beste Nebendarstellerin für Traces of Love

2010
- Korean Culture and Entertainment Award: Excellence Award, Actress in a Film für Romantic Debtors

2013
- Korean Association of Film Critics Award: Beste Schauspielerin für Hope
- Korean Film Actor’s Association: Top Film Star Award für Hope